# Félix Mantilla
Pour les articles homonymes, voir Mantilla et Botella.
Mantilla  Botella est un nom espagnol. Le premier nom de famille, en général paternel, est Mantilla ; le second, en général maternel, souvent omis, est Botella.
Félix Mantilla Botella, né le 23 septembre 1974 à Barcelone, est un joueur de tennis espagnol, professionnel sur le Circuit ATP de 1993 à 2008. Depuis sa retraite, il s'est reconverti dans les fonctions d'entraîneur. Il est droitier avec un revers à une main.

## Biographie

### Carrière sportive
Professionnel de 1993 à 2008, il fait partie de la génération des joueurs espagnols qui ont émergé à la fin des années 1990 avec (Carlos Moyà, Àlex Corretja et Albert Costa). Il réside à Monte-Carlo.
Joueur typique de terre battue, il a atteint les demi-finales à Internationaux de France de tennis en 1998 (après avoir sorti Thomas Muster, il s'incline face à son compatriote Carlos Moyà). Il obtient alors son meilleur classement mondial (dixième).
Ses 10 victoires en tournoi ont toutes été obtenues sur terre battue. La plus belle eut pour cadre le Masters Series de Rome en 2003 lorsqu'il battit Roger Federer en trois sets en finale.
Il n'avait plus joué depuis l'US Open 2005 pour cause de maladie grave (cancer de la peau), avant de tenter un retour en avril 2007 au tournoi challenger de Monza (abandon au 2e tour) puis au tournoi de Barcelone (battu au 2e tour par Carlos Moyà). En juin, il atteint la finale du tournoi challenger de Reggio Emilia (battu par Olivier Patience). Felix Mantilla a joué son dernier match sur le circuit au tournoi de Umag en juillet 2007 (battu par Robin Haase au 1er tour). Le 7 avril 2008, Felix annonce sa retraite.

### Reconversion
À partir de janvier 2016, il entraîne l'Ukrainien Alexandr Dolgopolov. Le 10 avril 2022, le Français Lucas Pouille officialise via les réseaux sociaux sa collaboration avec Mantilla.

## Parcours dans les tournois duGrand Chelem

### En simple
| Année | Open d'Australie | Open d'Australie | Internationaux de France | Internationaux de France | Wimbledon       | Wimbledon     | US Open         | US Open     |
| ----- | ---------------- | ---------------- | ------------------------ | ------------------------ | --------------- | ------------- | --------------- | ----------- |
| 1996  | —                | —                | 3e tour (1/16)           | I. Kafelnikov            | 1er tour (1/64) | P. Haarhuis   | 2e tour (1/32)  | G. Forget   |
| 1997  | 1/4 de finale    | C. Moyà          | 2e tour (1/32)           | M. Larsson               | —               | —             | 1/8 de finale   | R. Krajicek |
| 1998  | 1er tour (1/64)  | B. Black         | 1/2 finale               | C. Moyà                  | 3e tour (1/16)  | S. Grosjean   | 2e tour (1/32)  | T. Henman   |
| 1999  | 1er tour (1/64)  | Y. El Aynaoui    | 1/8 de finale            | F. Meligeni              | 2e tour (1/32)  | P. Goldstein  | 1er tour (1/64) | M. Norman   |
| 2000  | 1er tour (1/64)  | M. Zabaleta      | 1er tour (1/64)          | A. Calleri               | 1er tour (1/64) | Y. El Aynaoui | —               | —           |
| 2001  | 1er tour (1/64)  | D. Nestor        | 1er tour (1/64)          | B. Ulihrach              | 2e tour (1/32)  | W. Black      | 2e tour (1/32)  | T. Haas     |
| 2002  | 1er tour (1/64)  | A. Costa         | —                        | —                        | —               | —             | 1er tour (1/64) | J. I. Chela |
| 2003  | 1/8 de finale    | S. Grosjean      | 1/8 de finale            | J. C. Ferrero            | 1er tour (1/64) | F. Niemeyer   | 1er tour (1/64) | I. Karlović |
| 2004  | 1er tour (1/64)  | T. Ascione       | 2e tour (1/32)           | M. Safin                 | 2e tour (1/32)  | V. Spadea     | —               | —           |
| 2005  | 1er tour (1/64)  | J. Hernych       | 3e tour (1/16)           | G. Gaudio                | 1er tour (1/64) | G. Müller     | 1er tour (1/64) | G. Coria    |

N.B. : à droite du résultat se trouve le nom de l'ultime adversaire.

### En double
| Année | Open d'Australie               | Open d'Australie      | Internationaux de France | Internationaux de France | Wimbledon                      | Wimbledon             | US Open                       | US Open           |
| ----- | ------------------------------ | --------------------- | ------------------------ | ------------------------ | ------------------------------ | --------------------- | ----------------------------- | ----------------- |
| 2003  | —                              | —                     | —                        | —                        | 1er tour (1/32) Á. López Morón | K. Beck K. Kučera     | 2e tour (1/16) Á. López Morón | B. Bryan M. Bryan |
| 2004  | 1er tour (1/32) Á. López Morón | G. Gaudio I. Karlović | —                        | —                        | 1er tour (1/32) N. Massú       | J. Benneteau N. Mahut | —                             | —                 |

N.B. : le nom du ou de la partenaire se trouve sous le résultat ; le nom des ultimes adversaires se trouve à droite.

## Parcours dans lesMasters 1000
| Année | Indian Wells              | Miami               | Monte-Carlo            | Rome                      | Hambourg               | Canada          | Cincinnati           | Stuttgart puis Madrid       | Paris                   |
| ----- | ------------------------- | ------------------- | ---------------------- | ------------------------- | ---------------------- | --------------- | -------------------- | --------------------------- | ----------------------- |
| 1996  | —                         | —                   | 1/4 de finale A. Costa | —                         | —                      | —               | —                    | 1/8 de finale P. Sampras    | 1/8 de finale M. Rosset |
| 1997  | 1er tour S. Stolle        | 2e tour D. Hrbatý   | 2e tour A. Medvedev    | 1er tour P. Rafter        | Finale A. Medvedev     | —               | —                    | 2e tour D. Prinosil         | 2e tour B. Ulihrach     |
| 1998  | 1er tour A. Costa         | 2e tour P. Haarhuis | 1er tour N. Kiefer     | 2e tour T. Muster         | 1/2 finale À. Corretja | —               | 1er tour W. Ferreira | —                           | —                       |
| 1999  | 1/8 de finale C. Woodruff | 3e tour T. Enqvist  | 1/2 finale G. Kuerten  | 1/2 finale P. Rafter      | 2e tour A. Di Pasquale | —               | —                    | —                           | 1er tour J. van Lottum  |
| 2000  | 1er tour S. Doseděl       | 3e tour N. Lapentti | 2e tour G. Gaudio      | 1/4 de finale M. Norman   | 2e tour M. Safin       | —               | —                    | —                           | —                       |
| 2001  | —                         | —                   | —                      | 1/8 de finale N. Lapentti | —                      | —               | 1er tour C. Moyà     | —                           | —                       |
| 2002  | 1er tour F. González      | 3e tour T. Henman   | 2e tour J. C. Ferrero  | 2e tour T. Robredo        | 2e tour J. Novák       | 2e tour T. Dent | 1er tour S. Schalken | 1er tour I. Ljubičić        | 1er tour N. Escudé      |
| 2003  | 1er tour R. Federer       | 2e tour W. Ferreira | 2e tour J. C. Ferrero  | Victoire R. Federer       | 2e tour F. González    | —               | 1er tour T. Enqvist  | 1/8 de finale J. C. Ferrero | 2e tour A. Pavel        |
| 2004  | 1er tour S. Larose        | —                   | 2e tour D. Nalbandian  | 2e tour M. Zabaleta       | —                      | —               | —                    | —                           | —                       |
| 2005  | —                         | —                   | 2e tour R. Gasquet     | —                         | —                      | —               | —                    | —                           | —                       |

N.B. : sous le résultat se trouve le nom de l’ultime adversaire.

## Coupe Davis
Il a joué une fois dans l'Équipe d'Espagne de Coupe Davis en 1999, match qu'il a remporté en 1999 contre le Néo-Zélandais Mark Nielsen en 5 sets.

## Classement ATP en fin de saison
En simple
- 1992 : no 691
- 1993 : no 431
- 1994 : no 233
- 1995 : no 92
- 1996 : no 18
- 1997 : no 16
- 1998 : no 20
- 1999 : no 25
- 2000 : no 99
- 2001 : no 45
- 2002 : no 55
- 2003 : no 22
- 2004 : no 102
- 2005 : no 117
- 2006 : no 1110
- 2007 : no 425